# Stanisław Małecki

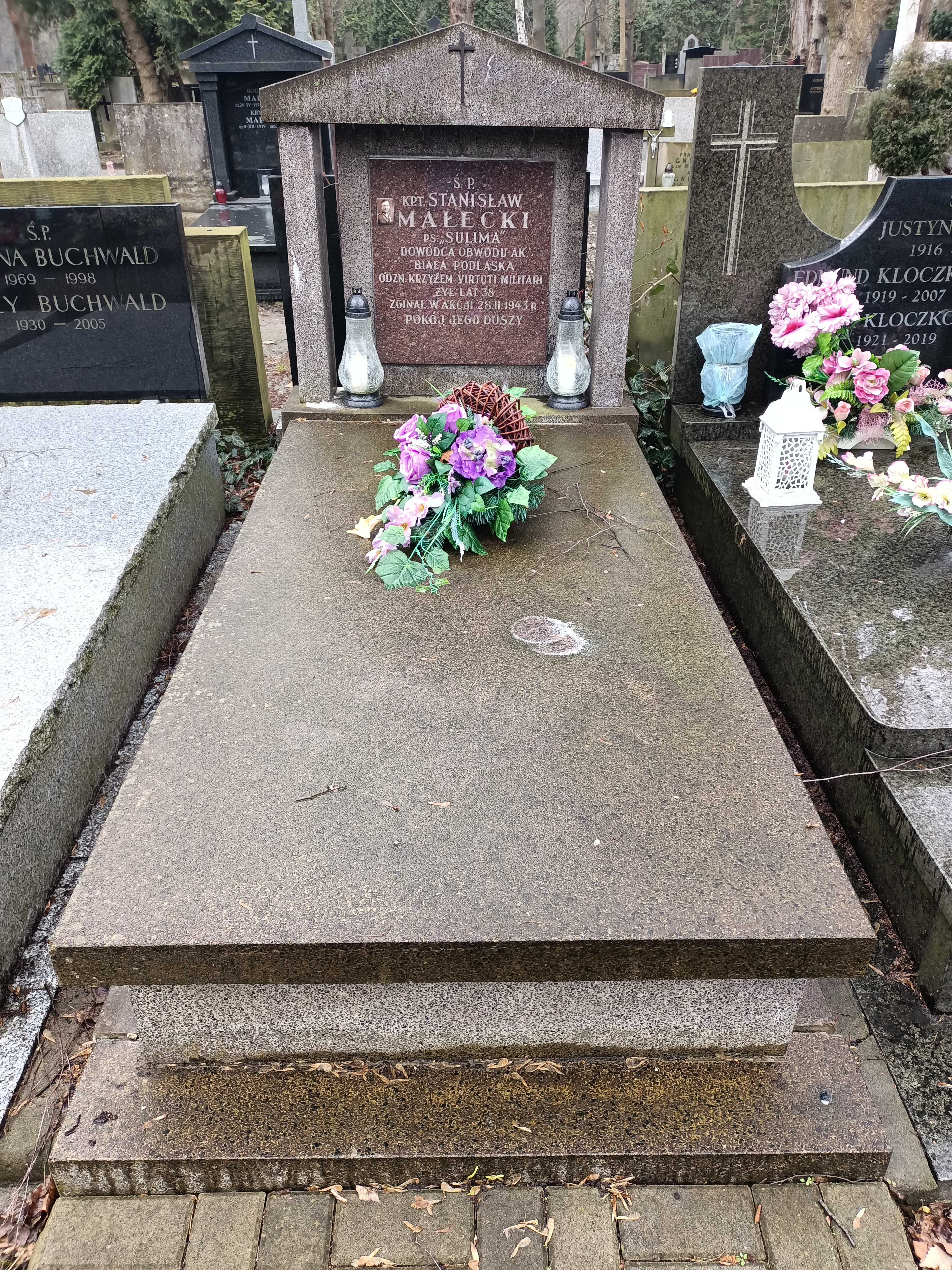
Grób Stanisława Małeckiego na Cmentarzu Powązkowskim.

Stanisław Małecki (ur. 17 kwietnia 1958, zm. 21 maja 1981) – polski siatkarz.
Urodził się 17 kwietnia 1958.
Był zawodnikiem siatkarskiej Resovii i pozostawał ważnym ogniwem zespołu do końca 1980. Był także kandydatem do występów w reprezentacji Polski.
Zmarł 21 maja 1981 w szpitalu w Rzeszowie z powodu choroby. Został pochowany na cmentarzu Pobitno w Rzeszowie 24 maja 1981.